# Sharp WD 2000
Sharp WD 2000 (WD 2000) је кућни рачунар фирме Шарп (Sharp) који је почео да се производи у Јапану током 1985. године.
Користио је Z80A микропроцесорску јединицу а РАМ меморија рачунара је имала капацитет од 256 KB. 
Као оперативни систем кориштен је CP/M.

## Детаљни подаци
Детаљнији подаци о рачунару WD 2000 су дати у табели испод.
|                       |                                                      |
| 2000                  |                                                      |
| Произвођач            | Шарп                                                 |
| Тип                   | кућни рачунар                                        |
| Меморија              | 256                                                  |
| Поријекло             | Јапан                                                |
| Година                | 1985                                                 |
| Тастатура             | QWERTY, пуни помак тастера, са нумеричком тастатуром |
| Процесор              |                                                      |
| Фреквенција процесора |                                                      |
| RAM                   | 256                                                  |
| ROM                   | непознато                                            |
| Текст                 |                                                      |
| Графика               | непознато                                            |
| Боја                  | монохром                                             |
| Звук                  | непознато                                            |
| Димензије             | непознато                                            |
| Портови               |                                                      |
| Оперативни систем     |                                                      |